# Тамия-рю (Цумаки)
Тамия-рю (яп. 田宮流) — древняя школа иайдзюцу, классическое боевое искусство Японии, основанное в конце XVI века мастером по имени Тамия Хэйбэй Наримаса (яп. 田宮平兵衞重正).

## История
Школа Тамия-рю была основана в конце XVI века (период Тэнсё, 1573—1592) мастером по имени Тамия Хэйбэй Наримаса. Она была признана в качестве официального боевого искусства провинции Токугава Кисю. Принято разделять историю развития школы на три периода: древняя Тамия, Тамия Кисю и современная Тамия.
История древней школы Тамия-рю закончилась в конце пятого поколения. С того момента, прочно обосновавшись в Кисю, оно стало именоваться как Кисю Тамия-рю. Согласно историческим документам, впоследствии школа переехала в город Сайдзё, префектура Эхиме. В августе 1797 года Цумаки Дзюндзиро Мотоцугу унаследовал традиции школы, и с тех пор семья Цумаки продолжает сохранять и развивать знания стиля вплоть до настоящего времени.
4 июня 2006 года в возрасте 102 года скончался 14-й хранитель традиций школы, Цумаки Сэйрин (Гэнсин), после чего Тамия-рю разделилась на две ветви: одна во главе с Цумаки Кадзуо (Гэнва), которая впоследствии стала именоваться как Тамия-рю Иайдзюцу Гэнвакай, и другая во главе с Цумаки Тацуо, братом Кадзуо. Эти два филиала функционировали раздельно и независимо друг от друга.
29 апреля 2009 года, после двух лет управления Тамия-рю Иайдзюцу Гэнвакай, Тацуми сэнсэй по единогласному решению исполнительного совета и совета руководителей Гэнвакай стал 15-м сокэ стиля. Кроме того, сама школа входит в организацию Нихон Кобудо Кёкай.
Помимо семьи Цумаки, знания стиля Тамия-рю под имененм Тамия Синкэн-рю преподает одно из ответвлений школы, Фукуи, возглавляемое мастером Фукуи Сэйити (Ханси, 8 дан иайдо).

## Программа обучения
Программа обучения школы Тамия-рю состоит из двух свитков: Омотэ но Маки и Коран но Маки. Первый состоит из 11 базовых техник (кихон), в то время как второй включает 14 продвинутых методов (оку иай). Ката Омотэ но Маки включают 8 техник, выполняемых из положения сидя и 3 из стоячего положения. Коран но Маки включает 6 техник, выполняемых из положения сидя и 8 из положения стоя. Кроме того, программа обучения Тамия-рю содержит раздел Татиай, включающий 10 ката с партнёром: 7 с тати и 3 с вакидзаси. Этот последний набор техник был разработан и добавлен к техническому арсеналу школы мастером Кобута Саганэ незадолго до периода Мэйдзи.
Омотэ но Маки:
1. Инадзума;
2. Осинуки;
3. Ёкэми;
4. Маварикакари;
5. Мунэ но катана;
6. Цука хадзуси;
7. Цукитомэ;
8. Сиранмай;
9. Нигэми;
10. Оитати;
11. Тёдзё.

Коран но Маки:
- Тати вадза:
  1. Тогосэцу (Катана аигири);
  2. Мидзу Кагами;
  3. Модзири тати;
  4. Сатэцу;
  5. Утэцу;
  6. Фудзисан;
  7. Мацу кадзэ;
  8. Ё Араси.
- Сувари вадза:
  1. Интэнгири;
  2. Ётэнгири;
  3. Цуки Кагэ но Тати;
  4. Хитё;
  5. Мёи;
  6. Муракомо.

При выполнении техник Тамия-рю Иайдзюцу следует уделять внимание даже самым незначительным деталям. Кроме того, не следует забывать о «благородстве» и «красоте», которые должны присутствовать во всех движениях. Особенно важным это считалось во времена периода Эдо и именовалось как «Благородство школы Тамия».

## Генеалогия
Линия передачи традиций школы Тамия-рю выглядит следующим образом:
1. Тамия Хэйбэй Наримаса (яп. 田宮平兵衛業正);
  - Тамия Цусимано-но-ками Осакацу (яп. 田宮対馬守長勝);
2. Эда Гидзаэмон (яп. 江田儀左衛門);
3. Миякэ Сюи (яп. 三宅集意);
4. Куримото Хандзо (яп. 栗本半蔵);
5. Санно Бангоро Такамицу (яп. 三野伴五郎高満);
6. Тоёта Накадзаэмон (яп. 豊田仲左衛門);
7. Тоёта Тикадзаэмон (яп. 豊田近左衛門);
8. Цумаки Дзюндзиро Мотояма (яп. 妻木順次郎);
9. Цумаки Нобухира Мотоморо;
10. Цумаки Хэйнодзё Мотосигэ (яп. 妻木平之丞元茂);
11. Цумаки Атака Гэнсэй;
12. Цумаки Котаро Гэнко (яп. 妻木興太郎元厚);
13. Цумаки Ёио Гэнсэй (яп. 妻木義雄元誠);
14. Цумаки Сэйрин Мотонобу (Гэнсин) (яп. 妻木正麟元信, 1904 — 2006);
15. Цумаки Кадзуо Гэнва;
  - Цумаки Тацуо (яп. 妻木達夫), брат Кадзуо.